# Викторов, Григорий Петрович
Григорий Петрович Викторов (1919—1944) —советский военнослужащий, гвардии старший лейтенант Рабоче-крестьянской Красной Армии, участник Великой Отечественной войны, Герой Советского Союза (1945).

## Биография
Григорий Викторов родился 14 ноября 1919 года в деревне Алтуховка (ныне — Смоленский район Смоленской области) в рабочей семье. Окончил восемь классов школы, затем работал токарем на одном из смоленских заводов, одновременно учился в аэроклубе. В 1940 году Викторов был призван на службу в Рабоче-крестьянскую Красную Армию и направлен на учёбу в Чугуевское военное авиационное училище, которое он окончил в том же году. Служил лётчиком-инструктором в учебной авиационной части. С августа 1942 года — на фронтах Великой Отечественной войны. Принимал участие в обороне Сталинграда, летал на биплане «По-2», был награждён орденом Красного Знамени. В феврале-июле 1943 года Викторов переучивался на штурмовик «Ил-2», после чего воевал в составе 74-го гвардейского штурмового авиаполка 1-й гвардейской штурмовой авиационной дивизии на 4-м Украинском и 3-м Белорусском фронтах. В 1944 году он вступил в ВКП(б). За короткое время Викторов прошёл путь от лётчика до заместителя командира эскадрильи. Принимал участие в освобождении Донбасса, Мелитополя, битве за Днепр, освобождении Белорусской и Литовской ССР.
К сентябрю 1944 года Викторов совершил 450 боевых вылетов, 83 из которых — на «Ил-2». В ходе боевых вылетов он уничтожил и повредил более 40 танков, около 200 автомашин с военными грузами и живой силой, 5 железнодорожных эшелонов, а также сбил два вражеских самолёта. 8 декабря 1944 года Викторов не вернулся с боевого задания во время Восточно-Прусской операции в 5-6 километрах к западу от Вальтеркемена (ныне — Ольховатка Калининградской области). Похоронен в братской могиле в Ольховатке.

## Награды
Указом Президиума Верховного Совета СССР от 19 апреля 1945 года за «образцовое выполнение заданий командования и проявленные мужество и героизм в боях с немецкими захватчиками» гвардии старший лейтенант Григорий Викторов посмертно был удостоен высокого звания Героя Советского Союза. Также был награждён орденом Ленина, двумя орденами Красного Знамени, орденом Александра Невского, орденами Отечественной войны 1-й и 2-й степени, медалями «За отвагу» и «За оборону Сталинграда».

## Память
В честь Викторова названа улица в деревне Богородицкое Смоленского района.